# Yvonne Brewster
Yvonne Jones Brewster (nascida Clarke; nascida em 7 de outubro de 1938) é uma atriz, diretora de teatro e empresária jamaicana, conhecida por seu papel como Ruth Harding na novela Doctors, da BBC. Ela co-fundou as companhias de teatro Talawa, no Reino Unido, e The Barn, na Jamaica.

## Biografia
Yvonne Brewster nasceu em Kingston, capital da Jamaica. Sua inspiração para se tornar atriz aconteceu aos 16 anos, quando seu pai a levou ao Ward Theatre "para ver uma peça francesa, chamada Huis Clos, escrita por Jean Paul Sartre. E nela estava Mona Chin, que eu achava que se parecia comigo. Ela foi fantástica. Olhei para essa mulher e disse: 'Ei, papai, quero ser como ela.'" Em 1956, Yvonne Brewster foi para o Reino Unido para estudar teatro no Rose Bruford College. Ela foi a primeira aluna de teatro negra do Reino Unido e, em seu primeiro dia, foi informada de que seria improvável que ela encontrasse trabalho teatral na Grã-Bretanha. Ela também frequentou a Royal Academy of Music, recebendo uma distinção em Drama e Mime. Ela voltou para a Jamaica para ensinar Drama e, em 1965, juntamente com Trevor Rhone, fundou a Companhia de Teatro The Barn, em Kingston, a primeira companhia de teatro profissional da Jamaica.
Após seu retorno à Inglaterra no início dos anos 1970, ela trabalhou extensivamente em rádio, televisão e direção de produções teatrais. Entre 1982 e 1984, ela foi Diretora de Drama no Conselho de Artes da Grã-Bretanha. Em 1985, ela co-fundou a Companhia de Teatro Talawa, juntamente com Mona Hammond, Carmen Munroe e Inigo Espejel, usando financiamento do Greater London Council (então liderado por Ken Livingstone). Yvonne Brewster foi a diretora artística de Talawa até 2003, dirigindo uma produção da peça The Black Jacobins de CLR James, em 1986, no Riverside Studios como a primeira peça a ser encenada pela companhia liderada por negros, com Norman Beaton no papel principal de Toussaint L'Ouverture. Outro marco veio em 1991, quando ela dirigiu a primeira produção totalmente negra de Antônio e Cleópatra, de William Shakespeare, estrelada por Doña Croll e Jeffery Kissoon.
Yvonne Brewster é patrona do Clive Barker Center for Theatrical Innovation.

## Vida pessoal
Em 1971, depois de voltar da Jamaica para a Inglaterra, ela se casou e ambos moram em Florença, na Itália.

## Prêmios e reconhecimento
- 1993 - Nomeada Oficial da Ordem do Império Britânico (OBE), nas honras de Ano Novo de 1993.[12]
- 2001 - Doutora honoris causa pela Open University, do Reino Unido.[6]
- 2001 - Prêmio de lenda viva do National Black Theatre Festival.[6]
- 2003 - 100 Grandes Britânicos Negros.[13]
- 2005 - Bolsa honorária da Escola Central de Fala e Drama, da Universidade de Londres, em reconhecimento ao seu envolvimento no desenvolvimento do teatro britânico.[4]
- 2013 - 100 mulheres da BBC.[14]

## Publicações
- 2004 - A filha do agente funerário: A vida colorida de uma diretora de teatro, que traz suas memórias (pela Arcadia Books).[15]
- 2010 - For the Reckord, de Barry Reckord (pela Oberon Books).[16]
- 2012 - Companhia mista: três primeiras peças jamaicanas (pela Oberon Books).[17]
- 2018 - Vaulting Ambition: Jamaica's Barn Theatre 1966–2005.[18]